# Aitkenhead-Gletscher
Der Aitkenhead-Gletscher ist ein Gletscher im Grahamland auf der Antarktischen Halbinsel. Er fließt in ostsüdöstlicher Richtung vom Detroit-Plateau zum Prinz-Gustav-Kanal unmittelbar nördlich von Alectoria Island.
Das UK Antarctic Place-Names Committee benannte ihn nach Neil Aitkenhead (* 1936), Geologe des Falkland Islands Dependencies Survey an der Hope Bay von 1959 bis 1960.